# Дучинська Олександра Тимофіївна
Олександра Тимофіївна Дучинська (рос. Александра Тимофеевна Дучинская; 1858 — 1934) — українська педагогиня, директорка першої приватної жіночої гімназії в Російській імперії. Авторка української читанки і хрестоматії для недільних шкіл та шкіл для дорослих.

## Директорка гімназії

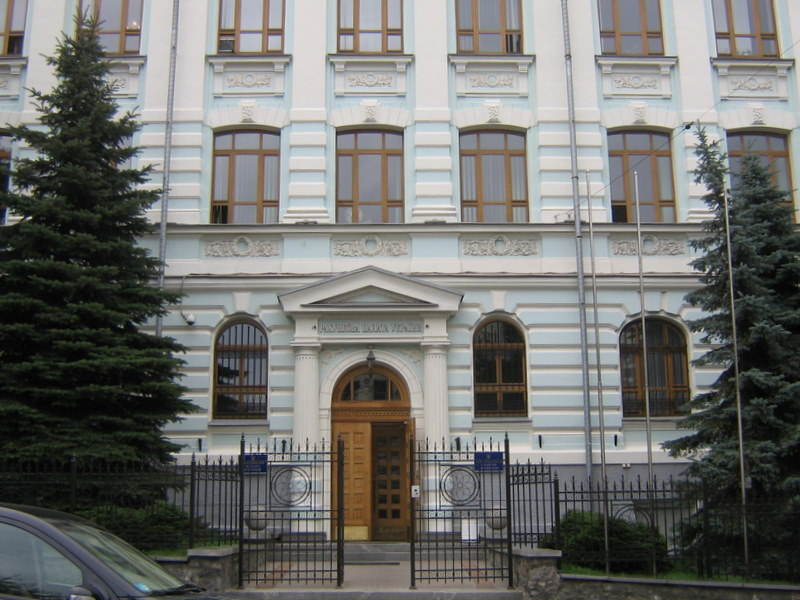
Рахункова палата України

28 серпня 1895 року, після смерті першої директорки та засновниці першої в Російській імперії приватної жіночої гімназії Віри Ващенко-Захарченко, тимчасово виконуючою обов'язки директорки гімназії було призначено Олександру Тимофіївну Дучинську, котра працювала в гімназії класною дамою з 1889 року. 
10 березня 1896 року почительська рада одноголосно обрала Дучинську директоркою, а 6 квітня того ж року міністр народного просвітництва затвердив це рішення. В червні Олександра Тимофіївна стала і утримувачкою гімназії. 
З 1896/1897 навчального року життя гімназії нормалізувалось, кількість учениць почала зростати. Так, на початку 1896/1897 навчального – нараховувалось 132  учениці, то до кінця року їх було вже 222.
Постала необхідність нового учбового корпусу. Олександра Дучинська викупила будівлю по вул. Тимофіївській, 7 (зараз вул. Михайла Коцюбинського, 7) за власні невеликі кошти, також відомо про банківський кредит та згоду колишніх власників Ходецьких про значну суму під другу закладну.
Новий будинок для гімназії спроектували архітектори Федір Ессен та Василь Осьмак. Замовники  також запросили до участі в проектуванні відомого гігієніста, санітарного лікаря Києва, доктора медицини Овксентія Корчака-Чепурковського.
В перших числах вересня 1902 року заняття вже проводились у новій будівлі, яка обійшлась у 84 тис. руб. 22 жовтня будівля була урочисто освячена.
Переважну частину учениць становили дочки дворян та чиновників, значно меншу – діти із сімей купців та міщан, невеликий відсоток належав дівчатам із середовища духовенства, селян, а також іноземцям. Потрібно відзначити, що у гімназії навчались дівчата різних конфесій: православні, католички, лютеранки та іудейки.
На відміну від учениць державних гімназій, котрі носили коричневі сукні з довгими рукавами і чорними/білими фартухами, котрі ззаду зав'язували в бант, в гімназії Дучинської дівчата носили сукні насичено-зеленого кольору.
Що ж стосується складу педагогічного колективу, то саме під керівництвом Олександри Тимофіївни у цьому закладі певний час викладали два майбутніх міністри освіти – Володимир Павлович Науменко та Петро Іванович Холодний.

### Відомі випускниці
- Анастасія Грінченко (донька Бориса Грінченка) — поетеса, письменниця, перекладачка, революціонерка. Першою переклала українською Марка Твена.
- Олена Шовгенова (у шлюбі Теліга) — українська поетеса, діячка ОУН.
- Марія Старицька — акторка, режисерка і педагогиня, заслужена артистка УСРР (з 1926 року).
- Регіна Горовиць — українська піаністка
- Ольга Петрівна Косач — письменниця, викладачка та етнографка, донька Олени Пчілки та сестра Лесі Українки.
- Доньки лікаря Миколи Старжеска — Олександра та Наталія, художниці, жили в Парижі.
- Ганна Чикаленко-Келлер — українська журналістка, жіноча діячка, перекладачка, бібліографка, публіцистка, фейлетоністка, перекладачка, журналістка. Дочка Є. Чикаленка, дружина німецького лінгвіста Келлера.
- Катерина Масляникова — піаністка, акомпаніаторка, засновниця та співробітниця нотного відділу Центральної наукової бібліотеки, дочка Миколи Лисенко.
- Людмила Морозова — українська художниця, проживала з 1951 року в США, похована у 1997 році, за заповітом, в Києві на кладовищі в Берковцях.

## Занепад
У 1919-1920 роках, після встановлення в Києві радянської влади, перша приватна жіноча гімназія була реорганізована.
Сьогодні в цьому будинку знаходиться Рахункова палата Верховної ради України.